# Domenicane di Nostra Signora delle Grazie
Le Domenicane di Nostra Signora delle Grazie (in francese Dominicaines de Notre-Dame de Grâce) sono un istituto religioso femminile di diritto pontificio.

## Storia
Le origini della congregazione risalgono al "rifugio di Sant'Anna" aperto a Parigi il 25 gennaio 1854 da Victoire-Thérèse Chupin per accogliere le ex carcerate e le giovani pericolanti o cadute. L'opera era gestita dalla Chupin e da alcune sue compagne, che divennero preso terziarie secolari domenicane e poi si avviarono a trasformare la loro comunità in una congregazione religiosa: emisero i voti nel 1866.
La casa-madre fu trasferita prima a Clichy, poi a Boulogne-sur-Mer e infine, nel 1880, a Châtillon.
Da una casa aperta a Londra ebbe origine la congregazione delle domenicane di San Vincenzo Ferrer; le domenicane di Chatillon furono chiamate anche in Iraq ad avviare alla cita religiosa le domenicane di Santa Caterina da Siena.
La congregazione, affiliata all'ordine domenicano dal 15 marzo 1893, ricevette il pontificio decreto di lode il 22 dicembre 1931.

## Attività e diffusione
Le suore si dedicano alla rieducazione morale e alla preservazione delle giovani.
La congregazione è attiva in Francia e Norvegia; la sede generalizia è a Oslo.
Alla fine del 2015 l'istituto contava 14 religiose in 2 case.